# Gentle Giant
Gentle Giant war eine britische Progressive-Rock-Band um die Brüder Phil, Derek und Ray Shulman. Die Gruppe war zwischen 1970 und 1980 aktiv und bekannt für die Komplexität ihrer Musik und die vielfältigen musikalischen Fähigkeiten ihrer Mitglieder. Bis auf die ersten beiden Schlagzeuger, Martin Smith und Malcolm Mortimore, waren alle Bandmitglieder Multiinstrumentalisten.
Selbsterklärtes Ziel der Band war, „die Grenzen der zeitgenössischen populären Musik zu erweitern, auch auf die Gefahr hin, unpopulär zu werden“, auch wenn sich diese Haltung im Laufe der Zeit ändern sollte. Die Musik von Gentle Giant galt selbst für Progressive-Rock-Verhältnisse als komplex und bezog ein breites Spektrum an Musikstilen ein, darunter Folk, Soul, Jazz und klassische Musik. Im Gegensatz zu vielen ihrer Progressive-Rock-Kollegen reichten ihre klassischen Einflüsse über die Musik der Romantik und kammermusikalische Elemente hinaus. Die Band verarbeitete weit gefächerte Themen in ihren Texten und ließ sich nicht nur von persönlichen Erfahrungen, sondern auch von Werken der Philosophie, von François Rabelais und Ronald D. Laing inspirieren.

## Musikstil
Gentle Giant waren von Anfang an eine besonders flexible Band, da die musikalischen Fähigkeiten ihrer Mitglieder außergewöhnlich breit gefächert waren.
Die Band prägte innerhalb des Progressive Rock eine eigene Richtung, gekennzeichnet durch experimentelle Klänge, komplexe Rhythmusstrukturen und avancierte Kompositionsprinzipien aus der klassischen Musik (zum Beispiel Kontrapunkt). Gentle Giant verbanden Rock, Klassik, Jazz und Pop. Die Band spielte im Studio und auf der Bühne über dreißig Instrumente und fünf der sechs Musiker sangen, was ihr ermöglichte, detaillierte Gesangsharmonien und Kontrapunkte zu schreiben und aufzuführen. Neben dem gewöhnlichen Rock-Instrumentarium Gitarre, Bass, Schlagzeug und Keyboards wurden Instrumente wie Violine, Violoncello, Blockflöte, Trompete, Saxophon, Vibraphon und Glockenspiel verwendet, zudem sind Passagen mit bis zu fünfstimmigem Chorgesang in den Kompositionen enthalten. Der Ansatz der Band beim Songwriting war ebenso vielfältig und vermischte eine Vielzahl von Ideen und Einflüssen, unabhängig davon, ob sie als kommerziell angesehen wurden oder nicht.

## Bandgeschichte

### Vorgeschichte

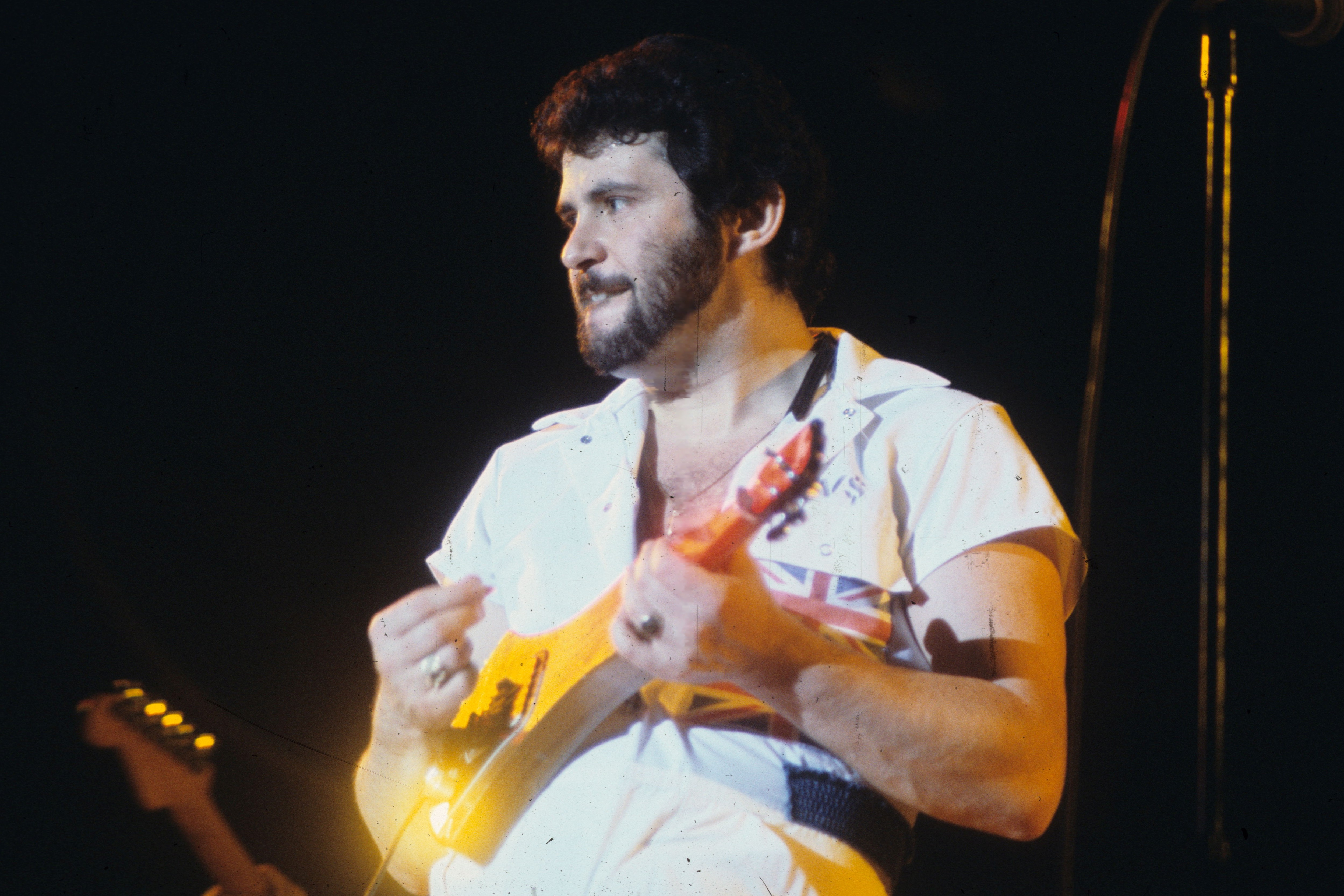
Derek Shulman mit seiner selbst entwickelten Shulberry

Den Kern Gentle Giants bildeten die Brüder Phil, Derek und Ray Shulman. Phil und Derek wurden in Gorbals, einem damaligen Elendsviertel in Glasgow (Schottland) geboren, bevor die Familie in das Englische Portsmouth zog, wo Ray geboren wurde. Ihr Vater war Armeemusiker, der seine Arbeit dort als Jazztrompeter fortsetzte. Er ermutigte seine Söhne, verschiedene Instrumente zu erlernen, was alle Brüder zu Multiinstrumentalisten machte, ohne dass sie formell in Musik ausgebildet wurden.
In den frühen 1960er Jahren gründeten Derek und Ray eine an Rhythm and Blues ausgerichtete Band. Phil fungierte zunächst als Manager für seine jüngeren Brüder und wurde schließlich selbst Mitglied der Band. 1966 nannte sich die Band zunächst die Howling Wolves, dann Road Runners und schließlich Simon Dupree and the Big Sound und hatte eine Soul/Pop-Richtung eingeschlagen. Als Leadsänger trat Derek Shulman unter dem Pseudonym Simon Dupree auf, während Phil Saxophon und Trompete und sein jüngster Bruder Ray Gitarre und Geige spielten. Sowohl Ray als auch Phil spielten ebenfalls Trompete und sangen im Chor. Für kurze Zeit spielten am Klavier auch Reginald Dwight, der spätere Elton John und Dudley Moore. Simon Dupree and the Big Sound wurden bei EMI unter Vertrag genommen und produzierten mehrere Singles, die nicht in den Charts landeten, bevor sie von ihrem Management und ihrem Plattenlabel in Richtung Psychedelic Rock gedrängt wurden. Das Ergebnis war Herbst 1967 der britische Top-10-Hit Kites und die Veröffentlichung des Albums Without Reservation. 1966 hatte sich Elton John erfolglos als Leadsänger bei der Gruppe beworben.
Dieser Erfolg frustrierte die Shulmans jedoch, die sich eher als Blue-Eyed-Soul-Sänger sahen und den aufgezwungenen Stilwechsel als unaufrichtig und substanzlos empfanden. Derek Shulman bezeichnete Kites später als „absolute Scheiße“. Die aufeinanderfolgenden Misserfolge der Nachfolgesingles von Kites bestätigte die Brüder in ihrer Meinung. Um ihrem neuen Image zu entkommen, veröffentlichten sie Ende 1968 unter dem Pseudonym The Moles die Doppel-A-Seiten-Single We Are the Moles (Parts 1 & 2). Aufkommende Gerüchte, dass The Moles in Wirklichkeit die Beatles unter einem anderen Namen mit Ringo Starr als Leadsänger seien, verstärkten ihre Identitätskrise. Schließlich wurde das Gerücht von Syd Barrett von Pink Floyd entkräftet, der Simon Dupree and the Big Sound als die Band hinter der Single identifizierte.
Um dem Popmusikumfeld zu entkommen, lösten die Shulman-Brüder 1969 die Gruppe schließlich auf. Sie kehrten jedoch nicht direkt zum Rhythm and Blues oder Soul zurück, sondern entschieden sich für eine kompliziertere Richtung. Ray Shulman erklärte später: „Wir wussten, dass wir mit den Musikern, die wir vorher hatten, nicht weitermachen konnten. (…) sie konnten nichts beitragen. Wir mussten ihnen beibringen, was sie zu tun hatten. Es wurde ziemlich schwer, weil wir besser Schlagzeug spielen konnten als der Schlagzeuger, und auch bei den Aufnahmen machten wir immer mehr davon mit Overdubs. Das erste, was wir tun mussten, war, uns ein paar Musiker von höherem Niveau zu besorgen.“

### Gründung von Gentle Giant

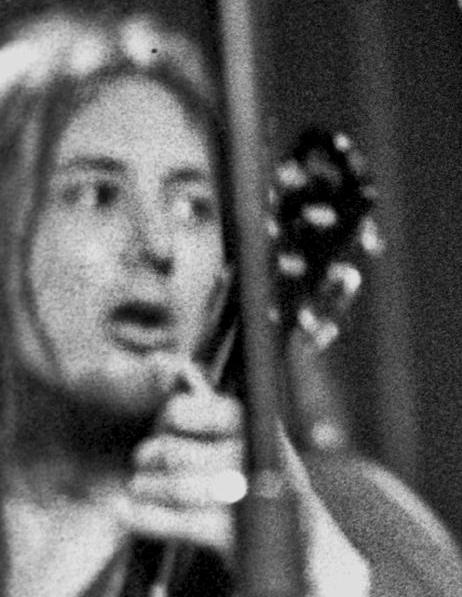
Gary Green 1974

Gentle Giant wurde 1970 gegründet, als sich die Shulman-Brüder mit den Multiinstrumentalisten Gary Green (Gitarre, Mandoline, Blockflöte usw.), Kerry Minnear (Keyboards, Vibraphon, Cello usw.) und Martin Smith, der bereits bei Simon Dupree and the Big Sound Schlagzeuger war, zusammentaten. Der klassisch ausgebildete Minnear hatte kurz zuvor seinen Abschluss in Komposition am Royal College of Music gemacht und mit der Band Rust gespielt. Green war in erster Linie Bluesmusiker und hatte bisher noch nie mit einer Band gearbeitet, die über das semiprofessionelle Niveau hinausging. Er passte sich problemlos an die anspruchsvolle Musik der neuen Band an. Die Shulman-Brüder hatten sich in der Zwischenzeit in ihre typischen Rollen als Multiinstrumentalisten eingelebt, Derek an Saxophon und Blockflöte, Ray an Bass und Geige und Phil an Saxophon, Trompete und Klarinette, wobei alle drei bei Bedarf auch weitere Instrumente spielten.
Anfangs hatte die Band drei Leadsänger. Derek sang in einem harten Rhythm-and-Blues-Stil und übernahm im Allgemeinen den eher rockigen Gesang, Phil war für die eher von Folk oder Jazz beeinflussten Songs zuständig, und Kerry Minnear sang mit seiner zarteren Stimme die leichteren Folk- und kammermusikalischen Leadgesänge. Bei Live-Konzerten sang Minnear jedoch seine Parts nicht selbst, da er seine Stimme nicht so stützen und projizieren konnte, dass sie für eine Live-Verstärkung geeignet war, weswegen Derek und Phil seine Gesangsparts bei Konzerten übernahmen.
Laut dem Booklet, das ihrem ersten Album beilag, war der Name der Band eine Anspielung auf eine fiktive Figur eines „sanften Riesen“, der zufällig auf eine Gruppe von Musikern trifft und von ihrer Musik begeistert ist. Die Figur erinnert an jene aus den Renaissance-Märchen Gargantua und Pantagruel von François Rabelais.
Bereits am 20. Juni 1970 hatten Gentle Giant ihre Konzertpremiere in Deutschland auf dem Big Gig Hamburg Open Air Pop Festival in Hamburg-Klein Flottbek, wo sie neben Bands wie Humble Pie, Black Sabbath, Steamhammer, Uriah Heep, Colosseum, Family und Juicy Lucy auftraten.

### Anfangszeit

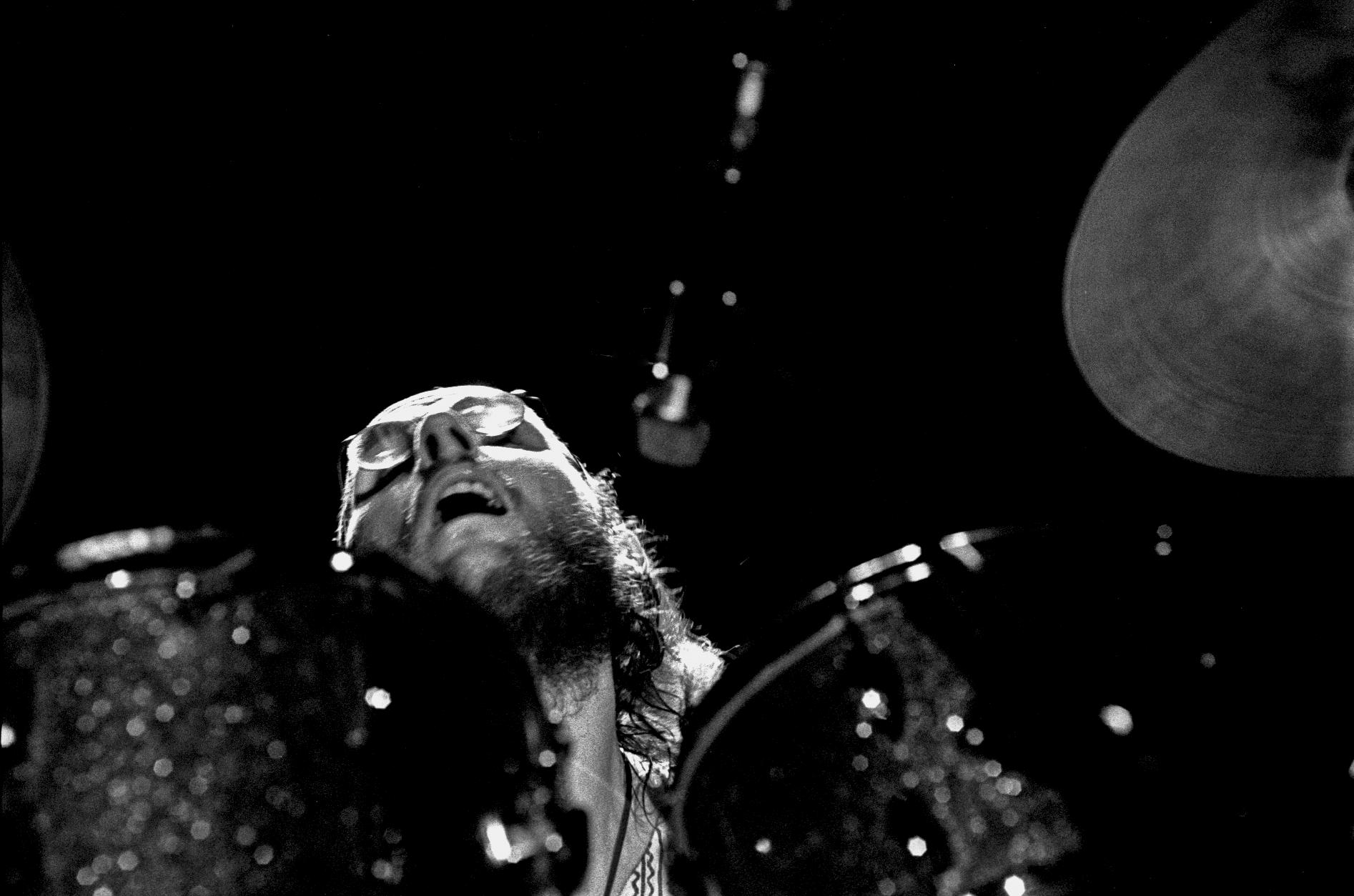
John „Pugwash“ Weathers 1974

Bereits das erste Album der Band von 1970, Gentle Giant, war eine Herausforderung, da es die Einflüsse der Bandmitglieder aus Rock, Blues, Klassik und britischem Soul der 1960er Jahre vereinte. 1971 folgte Acquiring the Taste, das weitaus experimenteller und dissonanter als sein Vorgänger ausfiel und vor allem von Kerry Minnears umfassender Ausbildung in klassischer und zeitgenössischer klassischer Musik geprägt war. Die Band hatte hier ihre instrumentale Palette stark erweitert, auch wenn Derek Shulman viele Jahre später meinte, dass vieles erst im Studio entwickelt wurde ohne eine endgültige Richtung zu haben. Nach Acquiring the Taste verließ Martin Smith die Band, offenbar nach Meinungsverschiedenheiten mit Ray und Phil, ihm folgte Malcolm Mortimore.
Mit Three Friends veröffentlichten Gentle Giant 1972 ihr erstes Konzeptalbum. Es basierte auf dem Thema dreier Freunde aus Jugendtagen, deren Wege ins Erwachsenenleben sie durch Zufall, Geschick und Schicksal in unterschiedliche Richtungen verschlägt und die sich zunehmend entfremden. Entwicklung und Schicksal jeder Figur wird musikalisch durch unterschiedliche, aber dennoch integrierte Stile dargestellt, von hartem Rhythm-and-Blues-Rock bis hin zu symphonischen klassischen Stilen. Im März 1972 verletzte sich Malcolm Mortimore bei einem Motorradunfall. Um die Tournee-Verpflichtungen im April zu erfüllen, engagierten Gentle Giant John „Pugwash“ Weathers, der zuvor bei Grease Band, Wild Turkey und Graham Bond’s Magic spielte. Weathers Schlagzeugspiel war härter als das Mortimores, zudem sang er und konnte melodisch Schlagzeug und Gitarre spielen, was die instrumentalen Möglichkeiten der Band erweiterte. Wegen Mortimores längerer Rekonvaleszenz entschied sich die Band, ihn am Ende der April-Tournee 1972 formell durch Weathers zu ersetzen.

### Hochphase

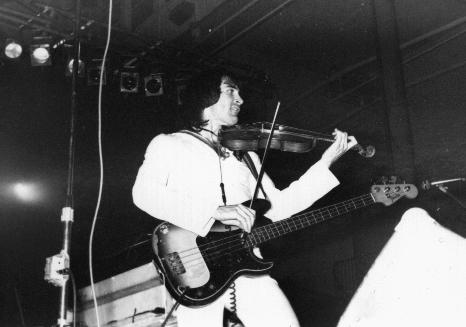
Ray Shulman 1974 mit Bassgitarre und Geige

In der neuen Besetzung lieferten Gentle Giant später im Jahr 1972 das Album Octopus das bis dato härteste Album der Band. Gentle Giant behielten ihren unverwechselbaren, breit gefächerten und herausfordernden Stil bei. Einer der Höhepunkte war das komplizierte, madrigalartige Vokalstück Knots, dessen Text aus verschiedenen Versen des gleichnamigen Buches von Ronald D. Laing stammt. Die Veröffentlichung von Octopus wird allgemein als der Beginn der Blütezeit von Gentle Giant angesehen. Vor der Octopus-Tournee spielte die Band eine Reihe zermürbender Konzerte als Vorgruppe von Black Sabbath, auf denen Gentle Giant die Ablehnung der Black-Sabbath-Fans lautstark entgegenschlug. Rückblickend meinte Derek Shulman: „Es war vielleicht die lächerlichste Paarung von Gruppen in der Geschichte des Showgeschäfts. Zum größten Teil wurden wir von der Bühne gebuht.“ Nach der Tournee erlebten Gentle Giant ihren bedeutendsten Besetzungswechsel, als der ausgebrannte und entmutigte Phil Shulman die Band nach Unstimmigkeiten mit seinen Brüdern verließ, und dem es immer schwerer fiel sein Familienleben mit dem Tourleben der Band zu vereinen. Auf Live-Konzerten übernahm Derek den gesamten Leadgesang, wobei Kerry Minnear weiterhin seinen eigenen Anteil am Studiogesang wahrnahm.
Das verbliebene Quintett arrangierte sich neu und nahm das rockigere Album In a Glass House auf, das 1973 veröffentlicht wurde. Ihren ersten Auftritt als fünfköpfige Band absolvierten sie im King Alfred’s College in Winchester. In a Glass House ist ein komplexes und entschlossenes Konzeptalbum, benannt nach dem Aphorismus, dass Menschen, die in Glashäusern leben, nicht mit Steinen werfen sollten. Das Album zeichnete sich auch durch sein dreidimensionales Coverart aus, aus einer bedruckten, durchsichtigen Folie in einem Ausschnitt der Schallplattenhülle bestand, die einen weiteren Druck auf der inneren Schallplattenhülle durchscheinen ließ. In a Glass House wurde in den USA nicht offiziell veröffentlicht, war dort aber ein sehr gefragter Import.
1974 folgte mit The Power and the Glory das dritte Konzeptalbum, das Macht und Korruption als zentrales Thema hatte. Auf Drängen des Plattenlabels, das einen größeren kommerziellen Erfolg erwartete, schrieben Gentle Giant widerwillig Songs für eine Single-Veröffentlichung, darunter einen gleichen Namens. Die von WWA erwartete Single wurde nicht verwirklicht und erschien erst auf den CD-Neuauflagen des Albums als Bonustrack.

### Kommerzialisierung
Unzufrieden mit ihrem Vertrag bei WWA, unterzeichneten Gentle Giant einen neuen Vertrag bei Chrysalis Records, wo sie bis zur Auflösung der Band blieben. Obwohl sie immer noch einige der komplexesten Rocksongs der damaligen Zeit schrieben und aufführten, begannen sie diese zu vereinfachen, um breitere Publikumsschichten, insbesondere in den USA, anzusprechen. Ihre Bemühungen waren erfolgreich genug, um das Album Free Hand 1975 in die Top 50 der US-Albumcharts zu platzieren. Die stark von der Musik der Renaissance und des Mittelalters sowie vom Jazz-Rock beeinflussten Songs reflektierten über verlorene Liebe und geschädigte Beziehungen (einschließlich des Scheiterns der Beziehung der Band zu ihrem ehemaligen Manager). Es wurde zu einer der zugänglichsten und populärsten Alben der Band.
Das nächste Album Interview von 1976 war ebenfalls ein Konzeptalbum, das auf einem imaginären Interview mit der Band basierte. Die Titel persiflierten die Zustände in der Musikindustrie und die dummen Fragen, die Rockstars immer wieder gestellt wurden, mit denen versucht wurde ein Image für die Vermarktung zu generieren. Ironischerweise erwies sich dieser eher satirische und subversive Ansatz letztlich als Symptom für die Untergrabung der Arbeit und der künstlerischen Integrität der Band. Derek Shulman gab später zu: „Ich glaube, Interview war der Beginn der Erosion. Ich glaube, die kreativen Säfte begannen ein wenig zu erlahmen …“ Trotz dieses Ansatzes konnte das Album den Erfolg des Vorgängers in den amerikanischen Charts nicht wiederholen und landete nur auf Platz 137. Zu diesem Zeitpunkt waren Gentle Giant in Amerika und Europa ein etablierter Liveact, der ausdauernd tourte und die Bühnen mit allen möglichen Bands von Sha Na Na bis hin zu progressiven Rock-Zeitgenossen wie Jethro Tull und Yes teilten. Gentle Giant beeindruckten ihr Publikum regelmäßig mit virtuosen Liveauftritten, mit rasanten Instrumentenwechseln und anspruchsvollen Neuarrangements der ohnehin schon komplexen Studiostücke. Bei einer Show 1975 in der Cobo Hall in Detroit stahlen sie sowohl Gary Wright, der sein Album Dream Weaver vorstellte, als auch Rick Wakeman mit seiner Tourneeversion von The Myths and Legends of King Arthur and the Knights of the Round Table die Show. 1976 wurde dieses Set auf dem Live-Album Playing the Fool veröffentlicht, das während der Europatournee für Interview aufgenommen wurde.

### Niedergang
Gentle Giants Fähigkeiten als Live-Künstler blieben ungebrochen, doch ihr kreativer Höhepunkt lag hinter ihnen. Beeinflusst von den Veränderungen in der Populären Musik, wie New Wave, Disco-Musik, Punk-Rock, entschied sich die Band ihren Schreib- und Aufführungsstil für einen breiteren Markt, insbesondere in Amerika, anzupassen. Die Band gab viele ihrer komplizierten Stilmittel auf, um einfachere Popmusik zu schreiben und zu versuchen, Hitsingles zu produzieren.
Das in den Niederlanden aufgenommene Album The Missing Piece von 1977 spiegelt diesen Ansatz als Übergangsalbum wider. Während die B-Seite längere und vielseitigere Songs enthielt, die an das frühere Schaffen der Band erinnerten, gab es auf der A-Seite direkte Beispiele für Pop-Rock, Blue-Eyed Soul und sogar einen Versuch in Richtung Punk. Mit Two Weeks in Spain, Mountain Time und I'm Turning Around wurden drei Singles ausgekoppelt, die sich auf dem Markt jedoch nicht durchsetzten. Auch das Album enttäuschte die Fans und auf dem Markt gleichermaßen, es konnte keine neue Hörerschaft über die bestehende Fangemeinde hinaus für sich gewinnen.
Trotz dieses Rückschlags verfolgte die Band ihren Kurs beim Album Giant for a Day! von 1978 weiter, bei dem alle früheren progressiven Rockstile zugunsten radiotauglichem Softrock aufgegeben wurden; was wiederum zu weiteren erfolglosen Versuchen führte, Hitsingles zu kreieren. Um eine geradlinigere Gruppenidentität zu präsentieren, übernahm Derek den Gesang und die Band verzichtete auf die übliche Kombination von Streichern, Bläsern, Schlagzeug und Gesang zugunsten der einfachen rocktypischen Gitarre-Bass-Keyboards-Schlagzeug-Leadsänger-Konstellation. Giant for a Day! war ein weiterer Flop, den die Band später als kreativen Fehler einstufte. Derek Shulman resümierte, dass das Album „… sehr konstruiert war.“
1979 verlegten Gentle Giant ihren Firmensitz nach Los Angeles, um ihr elftes Album Civilian aufzunehmen. Das Album enthält kurze Rocksongs mit starken New-Wave-Einflüssen mit der aus dem Vorgängeralbum übernommenen reduzierten Instrumentierung. Gegenüber dem Vorgänger wurden hier jedoch mehr Freiheiten bei den Arrangements und dem Gesang realisiert, die trotz ihrer relativen Einfachheit eher an Songwriting und Ausführung früherer Arbeiten von Gentle Giant erinnern. Während sich Kerry Minnear mit diesem Album weitaus zufriedener zeigte, erklärte Ray Shulman schließlich: „Ich habe es gehasst, das letzte Album zu machen, ich habe es gehasst, daran beteiligt zu sein.“"

### Auflösung
Am Start ihrer Tournee beriet sich die Band in New York. Kerry Minnear und Derek Shulman verkündeten, dass es aufgrund ihrer Familien die letzte Tournee für sie werden sollte.
Im Sommer 1980 löste sich Gentle Giant schließlich auf. 2005 erinnerte sich Derek Shulman, dass „die kreativen Säfte einfach nicht mehr fließen wollten. … Wir waren uns nicht wirklich sicher, welche Richtung wir einschlagen sollten.“ Für Ray Shulman gab es: „… definitiv die Entscheidung, dass die letzte Tour die letzte Tour sein würde. Sobald wir das wussten, hatten wir Spaß. Wir beschlossen, lieber aufzuhören, als es zu lange weitergehen zu lassen.“ Kerry Minnear äußerte in einem Interview mit der Zeitschrift Mojo im Jahr 2000, dass die Trennung „… nicht wegen Punk erfolgte, sondern vielmehr weil wir uns musikalisch verlaufen hatten.“
Gary Green meinte im Jahr 2003: „… dass sich die Band auflöste, weil Derek wirklich ein Hit-Album wollte, und ich glaube, Ray auch, und sie hatten die Nase voll. Sie waren schon länger Musiker als ich, und sie hatten es ziemlich gut getroffen, als sie mit Simon Dupree zusammen waren, zumindest in Großbritannien. Und sie suchten auch bei Giant nach etwas davon. Meiner Meinung nach hätten wir so weitermachen können wie PFM oder Yes. Hätten wir uns an die Aussage gehalten, mit der wir angefangen haben, könnten wir das immer noch spielen und immer noch einen vernünftigen Lebensunterhalt verdienen. Das ist alles Schnee von gestern, und das ist jetzt in Ordnung. Es schien mir ein bisschen albern, seine Kreativität für so etwas abzuschneiden.“
Ihr letztes Konzert spielten Gentle Giant im Roxy Theatre in West Hollywood (Kalifornien) am 16. Juni 1980.

## Nach der Trennung
Derek Shulman schlug nach der Auflösung der Band eine erfolgreiche Karriere in Promotion und Künstlerentwicklung bei PolyGram, dann als A&R bei Mercury Records ein. Schließlich wurde er Vorstand von Atco Records und danach von Roadrunner Records. Heute ist er Eigentümer des Musiklabels 2Plus Music & Entertainment.
Ray Shulman erarbeitete zunächst Soundtracks für Fernsehen und Werbung, bevor er als Plattenproduzent, unter anderem für Echo & the Bunnymen, den Sundays und die Sugarcubes erfolgreich wurde. Er schrieb Soundtracks für Computerspiele und produzierte DVDs für Künstler wie Genesis und Queen. Ray Shulman starb am 30. März 2023.
John Weathers spielte bis 1996 Schlagzeug für Man und später bei Glenn Cornicks Wild Turkey.
Gary Green ließ sich in der Nähe von Chicago nieder, wo er mit verschiedenen Bands aus Illinois wie Blind Dates, The Elvis Brothers, Big Hello und Mother Tongue und als Gast bei Aufnahmen und Konzerten von Eddie Jobson und Divae spielte. Auf Paul Adams und Elizabeth Geyers Album Deeper Imaginings, das 2019 bei den Independent Music Awards als bestes New-Age-Album des Jahres nominiert wurde, spielte er Gitarre.
Kerry Minnear kehrte nach Großbritannien zurück und ließ sich in Cornwall nieder, wo er viele Jahre in der Gospelmusik aktiv war. Heute leitet er das Label Alucard Music, das die rechtlichen und lizenzrechtlichen Belange der Musik von Gentle Giant verwaltet.
Phil Shulman zog sich nach seiner Zeit bei Gentle Giant ganz aus dem Musikgeschäft zurück. Er arbeitete unter anderem als Lehrer und betrieb bis zu seiner Pensionierung einen Geschenkartikelladen in Gosport (Hampshire). Er spielte kurzzeitig in der Band seines Sohnes Damon Shulman und nahm mit ihm mehrere Stücke auf. Einige davon, unter dem Sammeltitel Then, waren Spoken-Word-Stücke, in denen er sich an sein Aufwachsen in den Slums von Glasgow erinnerte. Rats, eines dieser Stücke, erschien 2003 auf Damon Shulmans Soloalbum In Pieces.
Martin Smith, Gentle Giants erster Schlagzeuger, ließ sich in Southampton nieder, wo er in verschiedenen Bands spielte. Er starb am 2. März 1997.
Malcolm Mortimore, der zweite Gentle-Giant-Schlagzeuger, arbeitet weiterhin als erfolgreicher Session-Drummer im Rock-, Jazz- und Theaterbereich.

## Besetzung
| Übersicht der Musiker und Instrumente                                                  | Übersicht der Musiker und Instrumente | Übersicht der Musiker und Instrumente | Übersicht der Musiker und Instrumente | Übersicht der Musiker und Instrumente | Übersicht der Musiker und Instrumente | Übersicht der Musiker und Instrumente | Übersicht der Musiker und Instrumente |
|                                                                                        | Derek Shulman                         | Ray Shulman                           | Kerry Minnear                         | Gary Green                            | Phil Shulman                          | John Weathers                         |                                       |
| -------------------------------------------------------------------------------------- | ------------------------------------- | ------------------------------------- | ------------------------------------- | ------------------------------------- | ------------------------------------- | ------------------------------------- | ------------------------------------- |
| Gesang                                                                                 | ✓                                     | ✓                                     | ✓                                     | ✓                                     | ✓                                     | ✓                                     | 6                                     |
| Gitarre                                                                                |                                       | ✓                                     | ✓                                     | ✓                                     |                                       | ✓                                     | 4                                     |
| Mandoline                                                                              |                                       |                                       |                                       | ✓                                     |                                       |                                       | 1                                     |
| Bassgitarre                                                                            | ✓                                     | ✓                                     | ✓                                     | ✓                                     |                                       |                                       | 4                                     |
| Keyboards                                                                              | ✓                                     |                                       | ✓                                     |                                       | ✓                                     |                                       | 3                                     |
| Schlagzeug                                                                             | ✓                                     | ✓                                     | ✓                                     | ✓                                     |                                       | ✓                                     | 5                                     |
| Perkussion                                                                             | ✓                                     | ✓                                     | ✓                                     | ✓                                     | ✓                                     | ✓                                     | 6                                     |
| Glockenspiel                                                                           |                                       |                                       | ✓                                     | ✓                                     |                                       | ✓                                     | 3                                     |
| Xylophon                                                                               |                                       |                                       | ✓                                     |                                       |                                       | ✓                                     | 2                                     |
| Vibraphon                                                                              |                                       |                                       | ✓                                     |                                       |                                       | ✓                                     | 2                                     |
| Marimba                                                                                |                                       |                                       | ✓                                     |                                       |                                       |                                       | 1                                     |
| Theremin                                                                               |                                       |                                       | ✓                                     |                                       |                                       |                                       | 1                                     |
| Trompete                                                                               |                                       | ✓                                     |                                       |                                       | ✓                                     |                                       | 2                                     |
| Mellophon                                                                              |                                       |                                       |                                       |                                       | ✓                                     |                                       | 1                                     |
| Sopransaxophon                                                                         | ✓                                     |                                       |                                       |                                       |                                       |                                       | 1                                     |
| Altsaxophon                                                                            | ✓                                     |                                       |                                       |                                       | ✓                                     |                                       | 2                                     |
| Tenorsaxophon                                                                          | ✓                                     |                                       |                                       |                                       | ✓                                     |                                       | 2                                     |
| Baritonsaxophon                                                                        |                                       |                                       |                                       |                                       | ✓                                     |                                       | 1                                     |
| Klarinette                                                                             |                                       |                                       |                                       |                                       | ✓                                     |                                       | 1                                     |
| Blockflöte                                                                             | ✓                                     | ✓                                     | ✓                                     | ✓                                     | ✓                                     |                                       | 5                                     |
| Violine                                                                                |                                       | ✓                                     |                                       |                                       |                                       |                                       | 1                                     |
| Bratsche                                                                               |                                       | ✓                                     |                                       |                                       |                                       |                                       | 1                                     |
| Violoncello                                                                            |                                       |                                       | ✓                                     |                                       |                                       |                                       | 1                                     |
|                                                                                        | 9                                     | 9                                     | 13                                    | 8                                     | 10                                    | 7                                     | 56                                    |
| Nicht enthalten sind Martin Smith, Malcolm Mortimore, beide Schlagzeug und Perkussion. |                                       |                                       |                                       |                                       |                                       |                                       |                                       |

## Nachfolgeprojekte
Im Gegensatz zu vielen ihrer Progressive-Rock-Kollegen weigerten sich Gentle Giant vehement sich für Tourneen wieder zusammenzufinden. 1997 scheiterte ein Versuch der Fangemeinde die Mitglieder von Gentle Giant zu einem Reunion-Konzert zu überreden. Als Gründe für ihre Ablehnung wurden unter anderem volle Terminkalender, gesundheitliche Probleme, mangelnde Übung an ihren Instrumenten und weitere persönliche Gründe genannt. Phil Shulman sagte 1995: „Wir führen jetzt so unterschiedliche Leben, unterschiedliche Lebensstile, und haben unterschiedliche Einstellungen … Ich denke, es ist unmöglich.“ 1998 erklärte Ray Shulman: „Für mich und Derek, kann ich keine Unterbrechung unseres jetzigen Lebens erkennen, die sich lohnen würde. Es wäre sehr schwierig. Der ganze Prozess würde zu lange dauern, und man müsste alles aufgeben, was man bisher erarbeitet hat. Wir haben beide Karrieren, die unabhängig von Gentle Giant sind.“
Es gab zwei Projekte an denen zwei bis vier Bandmitglieder teilnahmen, die jedoch nicht als offizielle Wiedervereinigung von Gentle Giant bezeichnet wurden.
Die erste war eine Zusammenarbeit zwischen vier ehemaligen Bandmitgliedern: Kerry Minnear, John Weathers, Gary Green und Phil Shulman, der aber nur als Texter beteiligt war. Diese Gruppe nahm drei neue Songs auf der Grundlage alter Demos von Kerry Minnear für das 2004 erschienene Scraping the Barrel Box-Set auf: Home Again, Moog Fugue und Move Over. Die Bandmitglieder nahmen ihre Parts getrennt auf, kamen nie persönlich wieder zusammen.
Im Jahr 2008 wurde im Rahmen einer teilweisen Wiedervereinigung von Gentle Giant eine neue Band namens Rentle Giant gegründet, was als Verrentete Giganten übersetzt werden kann, um Material von Gentle Giant zu spielen. Dieser Band gehörten die ehemaligen Mitglieder Gary Green (Gitarre) und Malcolm Mortimore (Schlagzeug) an. Sie rekrutierten die bekannten Jazz-Fusion-Musiker Roger Carey am Bass und Gesang, Andy Williams an der Gitarre und John Donaldson an Klavier und Keyboards, um die Band zu vervollständigen. Green steuerte bei einigen Songs den Leadgesang bei.
Im März 2009 stieß mit Kerry Minnear als drittes Gentle-Giant-Mitglied zu Rentle Giant dazu, worauf sie ihren Namen in Three Friends änderten. Ebenfalls zu dieser Zeit rekrutierte die Band den Sänger Mick Wilson als Leadsänger. Nach einer kurzen Tournee verließ Minnear die Band aus persönlichen Gründen und Three Friends planten, als sechsköpfige Band weiterzumachen. Im Laufe des Jahres 2011 verließen Carey, Williams und Donaldson die Band und wurden durch Lee Pomeroy am Bass und Gary Sanctuary an den Keyboards ersetzt. Charlotte Glasson kam 2012 hinzu und fügte Geige, Baritonsaxophon, Altsaxophon und Blockflöte hinzu, was der Band einen Live-Sound ermöglichte, der näher an den Originalaufnahmen lag. In dieser Besetzung tourte die Band 2012 durch Italien, Kanada und die Vereinigten Staaten. Im Jahr 2015 bestand die Band aus Green, Mortimore, Glasson, Neil Angilley und Jonathan Noyce. Seitdem sind sie nicht mehr live aufgetreten.
Am 15. Juli 2020 erschien ein Fan-Video von Proclamation auf YouTube. In dem Video wurden die Gentle-Giant-Mitglieder Gary Green, Kerry Minnear, Derek Shulman, Ray Shulman (sein letzter Auftritt in der Band vor seinem Tod), Phil Shulman, John Weathers und Malcolm Mortimore und weitere Musiker getrennt voneinander aufgenommen und zusammengeschnitten. Zu den weiteren Musikern gehören Jakko Jakszyk, Billy Sherwood, Steve Hackett, Lee Pomeroy, Rachel Flowers, Dan Reed von Dan Reed Network, Richard Hilton von Chic und Mikey Heppner von Priestess. Das Video wurde von Noah Shulman gedreht und geschnitten und von seinem Onkel Ray gemischt.

## Diskografie

### Studioalben
- 1970: Gentle Giant
- 1971: Acquiring the Taste
- 1972: Three Friends
- 1972: Octopus
- 1973: In a Glass House
- 1974: The Power and the Glory
- 1975: Free Hand
- 1976: Interview
- 1977: The Missing Piece
- 1978: Giant for a Day!
- 1980: Civilian

### Livealben
- 1977: Playing the Fool
- 1994: Gentle Giant in Concert
- 1996: Out of the Woods: The BBC Sessions
- 1996: The Last Steps
- 1998: Live on the King Biscuit Flower Hour (Academy of Music, New York City, January 18th, 1975)
- 1998: Out of the Fire: The BBC Concerts
- 2000: Totally Out of the Woods – The BBC Sessions
- 2000: Live Rome 1974
- 2002: Endless Life
- 2009: King Alfred’s College (Winchester 1971) (erstes Livealbum)

### Kompilationen
- 1975: Giant Steps – The First Five Years
- 1977: Pretentious – For the Sake of It
- 1996: Champions of Rock
- 1996: Edge of Twilight (2 CD)
- 1997: Under Construction (Boxset)
- 2002: Experience
- 2004: Scraping the Barrel (Boxset)
- 2012: I Lost My Head (4-CD-Boxset der fünf Studio-Alben auf Chrysalis ab Free Hand, plus Playing the Fool live)
- 2017: Three Piece Suite (9 Songs aus ihren ersten drei Alben)

### Videoalben
- 2004: Giant on the Box
- 2006: GG at the GG

## Rezeption
Bei Musikkritik und Fans genießen vor allem die Alben Three Friends (1972), Octopus (1972), In a Glass House (1973), The Power and the Glory (1974) und Free Hand (1975) hohes Ansehen.
In den 2010er Jahren mixte der Musiker und Toningenieur Steven Wilson einige Alben der Gruppe neu und gab sie als Remixalben heraus, darunter Gentle Giant, Acquiring the Taste, Three Friends, Octopus, Free Hand und Interview. Teils wurden die Alben in Dolby 2.0 und 5.1-Mehrkanalton abgemischt.

## Auszeichnungen
Im Jahr 2005 wurden Gentle Giant bei den Progressive Music Awards des Prog Magazine mit dem Preis für ihr Lebenswerk ausgezeichnet.